# Pheidole nigritella
Pheidole nigritella är en myrart som beskrevs av Bernard 1953. Pheidole nigritella ingår i släktet Pheidole och familjen myror. Inga underarter finns listade i Catalogue of Life.